# Ski cross hommes aux Jeux olympiques de 2014
Navigation
Vancouver 2010 Pyeongchang 2018
Le ski cross masculin des Jeux olympiques d'hiver de 2014 a lieu le 20 février 2014 à 11 h 45 puis à 13 h 30 au parc extrême Rosa Khutor. L'épreuve est présente depuis les Jeux olympiques de 2010 qui se sont déroulés à Vancouver.
Le tenant du titre est le Suisse Michael Schmid qui avait remporté l'épreuve à Vancouver en 2010 devant l'Autrichien Andreas Matt, médaille d'argent, et le Norvégien Audun Groenvold, médaille de bronze.
Les trois médailles sont remportées par des Français : Jean-Frédéric Chapuis remporte l'épreuve devant Arnaud Bovolenta et Jonathan Midol. C’est le quinzième triplé français lors de Jeux olympiques mais le premier lors de Jeux olympiques d'hiver, le précédent triplé français à des Jeux olympiques remontait à des Jeux d'été aux Jeux de Paris de 1924 (gymnastique, épreuve de saut de côté hommes) et le précédent triplé français à des Jeux olympiques ayant eu lieu hors de France datait des Jeux d’Anvers de 1920 (escrime, épreuve individuelle d’épée hommes).

## Médaillés
| Or                    | Argent           | Bronze         |
| Jean-Frédéric Chapuis | Arnaud Bovolenta | Jonathan Midol |

## Résultats

### Qualification
Contrairement aux épreuves de Coupe du monde, les « qualifications » n'éliminent personne, puisque les skieurs ne sont que 32 à concourir : cette épreuve chronométrée a pour objet de déterminer les tableaux des huitièmes de finale réunissant chacun quatre skieurs.
| Rang | Dossard | Athlète               | Nationalité        | Temps   | Différence |
| ---- | ------- | --------------------- | ------------------ | ------- | ---------- |
| 1    | 4       | Victor Öhling Norberg | Suède              | 1.15.59 |            |
| 2    | 2       | Christopher Delbosco  | Canada             | 1.15.91 | 0.32       |
| 3    | 8       | Brady Leman           | Canada             | 1.16.43 | 0.84       |
| 4    | 15      | Jean-Frédéric Chapuis | France             | 1.16.77 | 1.18       |
| 5    | 18      | Anton Grimus          | Australie          | 1.16.82 | 1.23       |
| 6    | 9       | David Duncan          | Canada             | 1.17.31 | 1.72       |
| 7    | 13      | Filip Flisar          | Slovénie           | 1.17.35 | 1.76       |
| 8    | 16      | Armin Niederer        | Suisse             | 1.17.39 | 1.80       |
| 9    | 12      | Jouni Pellinen        | Finlande           | 1.17.41 | 1.82       |
| 10   | 3       | Tomáš Kraus           | République tchèque | 1.17.41 | 1.82       |
| 11   | 17      | Arnaud Bovolenta      | France             | 1.17.48 | 1.89       |
| 12   | 5       | Andreas Matt          | Autriche           | 1.17.55 | 1.96       |
| 13   | 7       | Daniel Bohnacker      | Allemagne          | 1.17.59 | 2.00       |
| 14   | 22      | Christoph Wahrstötter | Autriche           | 1.17.72 | 2.13       |
| 15   | 14      | Thomas Zangerl        | Autriche           | 1.17.72 | 2.13       |
| 16   | 32      | Sergey Mozhaev        | Russie             | 1.17.83 | 2.24       |
| 17   | 24      | Egor Korotkov         | Russie             | 1.17.87 | 2.28       |
| 18   | 25      | Didrik Bastian Juell  | Norvège            | 1.18.03 | 2.44       |
| 19   | 19      | Thomas Fischer        | Allemagne          | 1.18.06 | 2.47       |
| 20   | 6       | John Teller           | États-Unis         | 1.18.14 | 2.55       |
| 21   | 10      | Jonas Devouassoux     | France             | 1.18.32 | 2.73       |
| 22   | 28      | Michael Forslund      | Suède              | 1.18.33 | 2.74       |
| 23   | 20      | Christian Mithassel   | Norvège            | 1.18.40 | 2.81       |
| 24   | 31      | Scott Kneller         | Australie          | 1.18.58 | 2.99       |
| 25   | 23      | Thomas Borge Lie      | Norvège            | 1.18.69 | 3.10       |
| 26   | 29      | Florian Eigler        | Allemagne          | 1.18.91 | 3.32       |
| 27   | 27      | John Eklund           | Suède              | 1.18.97 | 3.38       |
| 28   | 26      | Patrick Koller        | Autriche           | 1.19.12 | 3.53       |
| 29   | 11      | Jonathan Midol        | France             | 1.19.57 | 3.98       |
| 30   | 1       | Alex Fiva             | Suisse             | DNF     |            |
| 31   | 21      | Andreas Schauer       | Allemagne          | DNF     |            |
| 32   | 30      | Michael Schmid        | Suisse             | DNS     |            |

### Huitièmes de finale
| Rang | Dossard | Athlète               | Nationalité | Notes |
| ---- | ------- | --------------------- | ----------- | ----- |
| 1    | 1       | Victor Öhling Norberg | Suède       | Q     |
| 2    | 17      | Egor Korotkov         | Russie      | Q     |
| 3    | 16      | Sergey Mozhaev        | Russie      |       |
|      | 32      | Michael Schmid        | Suisse      | DNS   |

| Rang | Dossard | Athlète          | Nationalité | Notes |
| ---- | ------- | ---------------- | ----------- | ----- |
| 1    | 9       | Jouni Pellinen   | Finlande    | Q     |
| 2    | 8       | Armin Niederer   | Suisse      | Q     |
| 3    | 24      | Scott Kneller    | Australie   |       |
|      | 25      | Thomas Borge Lie | Norvège     | DNF   |

| Rang | Dossard | Athlète           | Nationalité | Notes |
| ---- | ------- | ----------------- | ----------- | ----- |
| 1    | 12      | Andreas Matt      | Autriche    | Q     |
| 2    | 21      | Jonas Devouassoux | France      | Q     |
| 3    | 28      | Patrick Koller    | Autriche    |       |
| 4    | 5       | Anton Grimus      | Australie   | DNF   |

| Rang | Dossard | Athlète               | Nationalité | Notes |
| ---- | ------- | --------------------- | ----------- | ----- |
| 1    | 4       | Jean-Frédéric Chapuis | France      | Q     |
| 2    | 29      | Jonathan Midol        | France      | Q     |
| 3    | 13      | Daniel Bohnacker      | Allemagne   |       |
| 4    | 20      | John Teller           | États-Unis  | DNF   |

| Rang | Dossard | Athlète               | Nationalité | Notes |
| ---- | ------- | --------------------- | ----------- | ----- |
| 1    | 3       | Brady Leman           | Canada      | Q     |
| 2    | 19      | Thomas Fischer        | Allemagne   | Q     |
| 3    | 14      | Christoph Wahrstötter | Autriche    |       |
| 4    | 30      | Alex Fiva             | Suisse      |       |

| Rang | Dossard | Athlète          | Nationalité | Notes |
| ---- | ------- | ---------------- | ----------- | ----- |
| 1    | 27      | John Eklund      | Suède       | Q     |
| 2    | 11      | Arnaud Bovolenta | France      | Q     |
| 3    | 22      | Michael Forslund | Suède       |       |
| 4    | 6       | David Duncan     | Canada      |       |

| Rang | Dossard | Athlète             | Nationalité        | Notes |
| ---- | ------- | ------------------- | ------------------ | ----- |
| 1    | 7       | Filip Flisar        | Slovénie           | Q     |
| 2    | 26      | Florian Eigler      | Allemagne          | Q     |
| 3    | 10      | Tomáš Kraus         | République tchèque |       |
| 4    | 23      | Christian Mithassel | Norvège            | DNF   |

| Rang | Dossard | Athlète              | Nationalité | Notes |
| ---- | ------- | -------------------- | ----------- | ----- |
| 1    | 18      | Didrik Bastian Juell | Norvège     | Q     |
| 2    | 31      | Andreas Schauer      | Allemagne   | Q     |
| 3    | 2       | Christopher Delbosco | Canada      |       |
| 4    | 15      | Thomas Zangerl       | Autriche    |       |

### Quarts de finale
| Rang | Dossard | Athlète               | Nationalité | Notes |
| ---- | ------- | --------------------- | ----------- | ----- |
| 1    | 8       | Armin Niederer        | Suisse      | Q     |
| 2    | 17      | Egor Korotkov         | Russie      | Q     |
| 3    | 1       | Victor Öhling Norberg | Suède       |       |
| 4    | 9       | Jouni Pellinen        | Finlande    |       |

| Rang | Dossard | Athlète               | Nationalité | Notes |
| ---- | ------- | --------------------- | ----------- | ----- |
| 1    | 4       | Jean-Frédéric Chapuis | France      | Q     |
| 2    | 29      | Jonathan Midol        | France      | Q     |
| 3    | 21      | Jonas Devouassoux     | France      |       |
| 4    | 12      | Andreas Matt          | Autriche    |       |

| Rang | Dossard | Athlète          | Nationalité | Notes |
| ---- | ------- | ---------------- | ----------- | ----- |
| 1    | 3       | Brady Leman      | Canada      | Q     |
| 2    | 11      | Arnaud Bovolenta | France      | Q     |
| 3    | 27      | John Eklund      | Suède       |       |
| 4    | 19      | Thomas Fischer   | Allemagne   | DNF   |

| Rang | Dossard | Athlète              | Nationalité | Notes |
| ---- | ------- | -------------------- | ----------- | ----- |
| 1    | 7       | Filip Flisar         | Slovénie    | Q     |
| 2    | 26      | Florian Eigler       | Allemagne   | Q     |
| 3    | 31      | Andreas Schauer      | Allemagne   |       |
| 4    | 18      | Didrik Bastian Juell | Norvège     |       |

### Demi-finales
| Rang | Dossard | Athlète               | Nationalité | Notes |
| ---- | ------- | --------------------- | ----------- | ----- |
| 1    | 4       | Jean-Frédéric Chapuis | France      | Q     |
| 2    | 29      | Jonathan Midol        | France      | Q     |
| 3    | 17      | Egor Korotkov         | Russie      |       |
| 4    | 8       | Armin Niederer        | Suisse      |       |

| Rang | Dossard | Athlète          | Nationalité | Notes |
| ---- | ------- | ---------------- | ----------- | ----- |
| 1    | 3       | Brady Leman      | Canada      | Q     |
| 2    | 11      | Arnaud Bovolenta | France      | Q     |
| 3    | 26      | Florian Eigler   | Allemagne   |       |
| 4    | 7       | Filip Flisar     | Slovénie    |       |

### Finales
| Rang | Dossard | Athlète        | Nationalité | Notes |
| ---- | ------- | -------------- | ----------- | ----- |
| 5    | 17      | Egor Korotkov  | Russie      |       |
| 6    | 7       | Filip Flisar   | Slovénie    |       |
| 7    | 8       | Armin Niederer | Suisse      |       |
| 8    | 26      | Florian Eigler | Allemagne   | DNF   |

| Rang                                | Dossard | Athlète               | Nationalité | Notes |
| ----------------------------------- | ------- | --------------------- | ----------- | ----- |
| Médaille d'or, Jeux olympiques      | 4       | Jean-Frédéric Chapuis | France      |       |
| Médaille d'argent, Jeux olympiques  | 11      | Arnaud Bovolenta      | France      |       |
| Médaille de bronze, Jeux olympiques | 29      | Jonathan Midol        | France      |       |
| 4                                   | 3       | Brady Leman           | Canada      |       |